# 紐卡斯爾 (賓夕法尼亞州)
紐卡斯爾（New Castle）是位於美國賓西法尼亞州勞倫斯縣的一座城市。在1910年，紐卡斯爾有人口36,280人；1920年有44,938人；1940年有47,638人。據2010年人口普查，紐卡斯爾有人口23,128人。紐卡斯爾是勞倫斯縣的縣治所在地。